# Warneckea mangrovensis
Warneckea mangrovensis là một loài thực vật có hoa trong họ Mua. Loài này được (Jacq.-Fél.) R.D. Stone mô tả khoa học đầu tiên năm 2009.